# 나나와촌 (미에현)
나나와촌(七和村)은 일본 미에현 이나베군에 설치되었던 촌이다. 현재의 구와나시의 남서부에 해당한다.

## 역사
- 1889년 4월 1일 - 정촌제 시행에 의해 이나베군 나나와촌이 성립하였다.
- 1951년 3월 2일 - 구와나시에 편입해, 동일 나나와촌은 폐지되었다.

## 교통

### 철도
- 미에교통
  - 호쿠세이선 (현 산기 철도 호쿠세이선)

## 참고문헌
- 角川日本地名大辞典 24 三重県